# Smash (album Martina Solveiga)
Smash – piąty album studyjny francuskiego DJ–a, producenta muzycznego i wokalisty Martina Solveiga wydany 6 czerwca 2011 przez wytwórnię Mercury Records. Album promuje m.in. singel współtworzony z kanadyjskim zespołem Dragonette pt. „Hello”, który zyskał międzynarodową popularność. Prócz „Hello” na albumie znalazły się single „Boys & Girls”, „Ready 2 Go”, „Big in Japan” i „The Night Out”.

## Lista utworów
| Nr  | Tytuł utworu                                                 | Tekst                              | Produkcja         | Długość |
| --- | ------------------------------------------------------------ | ---------------------------------- | ----------------- | ------- |
| 1.  | „Hello” (wspólnie z Dragonette)                              | Martin Solveig, Martina Sorbara    | Solveig           | 4:41    |
| 2.  | „Ready 2 Go” (gościnnie Kele)                                | Solveig, Kele                      | Solveig           | 4:24    |
| 3.  | „The Night Out”                                              | Solveig                            | Solveig           | 4:43    |
| 4.  | „Can't Stop” (wspólnie z Dragonette)                         | Solveig, Sorbara, Michaël Tordjman | Solveig, Tordjman | 3:37    |
| 5.  | „Racer 21”                                                   | Solveig, Tordjman                  | Solveig, Tordjman | 3:10    |
| 6.  | „We Came to Smash (In a Black Tuxedo)” (gościnnie Dev)       | Solveig, Dev, Julien Jabre         | Solveig, Jabre    | 3:23    |
| 7.  | „Big in Japan” (wspólnie z Dragonette, gościnnie Idoling!!!) | Solveig, Sorbara                   | Solveig           | 4:18    |
| 8.  | „Get Away from You”                                          | Solveig                            | Solveig           | 2:24    |
| 9.  | „Boys & Girls” (gościnnie Dragonette)                        | Solveig                            | Solveig           | 3:44    |
| 10. | „Let's Not Play Games” (gościnnie Sunday Girl)               | Solveig, Sunday Girl, Jabre        | Solveig           | 3:14    |
|     |                                                              |                                    |                   | 37:38   |

| Cyfrowa edycja deluxe / Niemiecka edycja limitowana / Japońska edycja bonusowa | Cyfrowa edycja deluxe / Niemiecka edycja limitowana / Japońska edycja bonusowa | Cyfrowa edycja deluxe / Niemiecka edycja limitowana / Japońska edycja bonusowa | Cyfrowa edycja deluxe / Niemiecka edycja limitowana / Japońska edycja bonusowa | Cyfrowa edycja deluxe / Niemiecka edycja limitowana / Japońska edycja bonusowa |
| Nr                                                                             | Tytuł utworu                                                                   | Tekst                                                                          | Produkcja                                                                      | Długość                                                                        |
| ------------------------------------------------------------------------------ | ------------------------------------------------------------------------------ | ------------------------------------------------------------------------------ | ------------------------------------------------------------------------------ | ------------------------------------------------------------------------------ |
| 1.                                                                             | „Ready 2 Go” (Arno Cost Remix)                                                 | Solveig, Kele                                                                  | Solveig, Arno Cost                                                             | 6:46                                                                           |
| 2.                                                                             | „Hello” (Sidney Samson Remix)                                                  | Solveig, Sorbara                                                               | Solveig, Samson                                                                | 5:18                                                                           |
| 3.                                                                             | „Ready 2 Go” (Hardwell Remix)                                                  | Solveig, Kele                                                                  | Solveig, Hardwell                                                              | 6:34                                                                           |
| 4.                                                                             | „Hello” (Michael Woods Remix)                                                  | Solveig, Sorbara                                                               | Solveig, Woods                                                                 | 7:18                                                                           |

| Amerykańska edycja bonusowa | Amerykańska edycja bonusowa    | Amerykańska edycja bonusowa | Amerykańska edycja bonusowa | Amerykańska edycja bonusowa |
| Nr                          | Tytuł utworu                   | Tekst                       | Produkcja                   | Długość                     |
| --------------------------- | ------------------------------ | --------------------------- | --------------------------- | --------------------------- |
| 1.                          | „The Night Out” (Madeon Remix) | Solveig                     | Solveig, Madeon             | 3:39                        |
| 2.                          | „Hello” (Dada Life Remix)      | Solveig, Sorbara            | Solveig, Dada Life          | 5:33                        |
| 3.                          | „Ready 2 Go” (Hardwell Remix)  | Solveig, Kele               | Solveig, Hardwell           | 6:34                        |

| Cyfrowa bonusowa Amerykańska edycja deluxe | Cyfrowa bonusowa Amerykańska edycja deluxe         | Cyfrowa bonusowa Amerykańska edycja deluxe | Cyfrowa bonusowa Amerykańska edycja deluxe | Cyfrowa bonusowa Amerykańska edycja deluxe |
| Nr                                         | Tytuł utworu                                       | Tekst                                      | Produkcja                                  | Długość                                    |
| ------------------------------------------ | -------------------------------------------------- | ------------------------------------------ | ------------------------------------------ | ------------------------------------------ |
| 1.                                         | „The Night Out” (Single Version)                   | Solveig                                    | Solveig                                    | 4:15                                       |
| 2.                                         | „Hello” (Sidney Samson Remix)                      | Solveig, Sorbara                           | Solveig, Samson                            | 5:18                                       |
| 3.                                         | „Big in Japan” (Les Bros Remix)                    | Solveig, Sorbara                           | Solveig, Les Bros                          | 5:30                                       |
| 4.                                         | „The Night Out” (live at Studio Ferber)            | Solveig                                    |                                            | 3:22                                       |
| 5.                                         | „Hello” (video)                                    |                                            |                                            |                                            |
| 6.                                         | „The Night Out” (A-Trak vs. Martin Rework) (video) |                                            |                                            |                                            |

## Notowania na listach przebojów
| Chart (2011–12)                             | Peak position |
| ------------------------------------------- | ------------- |
| Belgia (Ultratop 200 Albums, Wallonia)      | 37            |
| Francja (SNEP)                              | 18            |
| Niemcy (Media Control Charts)               | 84            |
| Szwajcaria (Alben Top 100)                  | 77            |
| Stany Zjednoczone (Dance/Electronic Albums) | 22            |
| Stany Zjednoczone (Top Heatseekers Albums)  | 36            |

## Historia wydania
| Państwo           | Data             | Format           | Edycja                                        | Wytwórnia                     | Źródło        |
| ----------------- | ---------------- | ---------------- | --------------------------------------------- | ----------------------------- | ------------- |
| Francja           | 6 czerwca 2011   | Digital download | Standardowa, deluxe                           | Mixture Stereophonic, Mercury | [ 8 ] [ 9 ]   |
| Francja           | 13 czerwca 2011  | CD               | Standardowa                                   | Mixture Stereophonic, Mercury | [ 10 ]        |
| Niemcy            | 17 czerwca 2011  | CD               | Standardowa, limitowana                       | Kontor                        | [ 11 ] [ 12 ] |
| Niemcy            | 17 czerwca 2011  | Digital download | Standardowa, deluxe                           | Kontor                        | [ 13 ] [ 14 ] |
| Japonia           | 31 sierpnia 2011 | Digital download | Japońska standardowa                          | KSR Corporation               | [ 15 ]        |
| Japonia           | 7 września 2011  | CD               | Japońska standardowa                          | KSR Corporation               | [ 16 ]        |
| Stany Zjednoczone | 28 sierpnia 2012 | Digital download | Amerykańska standardowa, Amerykańska bonusowa | Big Beat, Atlantic            | [ 17 ] [ 18 ] |
| Stany Zjednoczone | 18 września 2012 | CD               | Amerykańska standardowa                       | Big Beat, Atlantic            | [ 19 ]        |